# Gerry Schum
Gerhard Alexander „Gerry“ Schum (* 15. September 1938 in Köln; † 23. März 1973 in Düsseldorf) war ein deutscher Kameramann, Filmemacher und Videoproduzent. Er war Initiator und Produzent einer Fernsehgalerie, die um 1970 vom Deutschen Fernsehen ausgestrahlt wurde. Schum gilt als Begründer des Begriffs Land Art.

## Leben
Nach einem 1958 begonnenen Medizinstudium schrieb sich Schum von 1961 bis 1963 am Deutschen Institut für Film und Fernsehen (DIFF) in München ein und organisierte nebenher Underground-Filmfestivals. 1964 zog er nach Berlin und gehörte 1966 zusammen mit Harun Farocki, Wolfgang Petersen und Helke Sander zum ersten Studentenjahrgang der neu gegründeten Deutschen Film- und Fernsehakademie Berlin (dffb), die er jedoch bereits 1967 wieder verließ.
Während seiner Berliner Zeit realisierte er für den Westdeutschen Rundfunk (WDR) zwei Dokumentationen (Broadcasts): „6. Kunst-Biennale San Marino“ und „Konsumkunst – Kunstkonsum“. Die Biennale stand unter dem Thema „Neue Techniken des Bildens“, einzelne Sektionen beschäftigten sich unter anderen mit „Environment“ und „Filme von Künstlern“. Aus Deutschland waren unter anderen Gerhard Richter, Bernhard Höke und Günther Uecker eingeladen. Der Film „Konsumkunst – Kunstkonsum“ (16 mm, s/w, Ton, 29:32 Minuten), mit Hilfe der Kunsthistorikerin Hannah Weitemeier und dem befreundeten Künstler Bernhard Höke gedreht, handelte von industriell produzierten Kunstwerken und Auflagenobjekten. Es „[…] wurde der Weg eines Kunstwerks von seinen Anfängen im Atelier bis zur Ware an der Wand einer Galerie [begleitet]. Alle beteiligten Macher, der Künstler, Ingenieur und Galerist kamen gleichberechtigt zu Wort. Das Kunstwerk wurde als Teil des gesellschaftlichen Prozesses verstanden.“
Da Schum seine Beiträge „vor Ort“ bei den beteiligten Künstlern oder mit ihnen im Gelände produzierte, erwarb er ein Wohnmobil, das er technisch ausrüstete und das ihm als mobiles Büro, als Produktionsstätte, sowie als Wohn- und Schlafraum diente. Er war einer der ersten Besitzer eines Mobiltelefons und vereinbarte damit auch seine Termine mit den Künstlern.
Für den WDR produzierte er 1969 das Projekt von Jan Dibbets mit dem Titel TV As a Fireplace, das aus einem gefilmten Kaminfeuer bestand. Es wurde in der Vorweihnachtszeit an sieben Tagen allabendlich vom WDR 3 zum Sendeschluss jeweils für drei Minuten im neu eingeführten Farbfernsehen ausgestrahlt. Die Beiträge gehörten zu den ersten, nicht angekündigten und unkommentierten künstlerischen Interventionen, die im Fernsehen gesendet wurden.

## Fernsehgalerie
„Die Idee der Fernsehgalerie ist es, nur Kunstobjekte zu zeigen. Ich glaube nicht, dass es irgendeinen Sinn hat, Gesichter und Hände von Künstlern in Großaufnahme zu zeigen oder die ‚Atmosphäre‘ eines Ateliers zu filmen. Das einzige, was man sehen sollte, ist das Kunstwerk. Und da gibt es keinen Kommentar. Während der gesamten 38 Minuten der Sendung ‚Land Art‘ wird kein einziges Wort gesprochen. Keine Erklärung. Ich denke, dass ein Kunstobjekt, im Bezug auf das Medium Fernsehen entstanden, keiner gesprochenen Erklärung bedarf.“

In den Jahren 1967 bis 1970 konzipierte Schum, wieder zusammen mit seiner kurzzeitigen Ehefrau (1969–69) Hannah Weitemeier und dem befreundeten Künstler Bernhard Höke, die Fernsehgalerie, die auf vier Folgen ausgelegt war. Die WDR-Redakteurin Wibke von Bonin, der Ausstellungsmacher Harald Szeemann und Schums Frau Ursula Wevers standen hilfreich zur Seite. „Die Fernsehgalerie besteht nur in einer Serie von Fernseh-Ausstrahlungen, das bedeutet, die Fernsehgalerie ist mehr oder minder eine geistige Institution, die nur im Augenblick der Ausstrahlung durch das Fernsehen Wirklichkeit wird […] Eine unserer Ideen ist die Kommunikation von Kunst anstelle des Besitzes von Kunstobjekten.“ (Gerry Schum). Er beabsichtigte mit der Fernsehgalerie, die Kunst aus der „Kunstaura der Museen und Galerien“ zu befreien und ein neues gesellschaftliches Diskussionsforum zu schaffen.

### Land Art
In der ersten, im April 1969 vom Deutschen Fernsehen (Sender Freies Berlin) ausgestrahlten, Sendung mit dem Titel Land Art wurden Arbeiten von acht Künstlern präsentiert, ohne dass in der 38-minütigen Sendung ein Wort gesprochen wurde. Die kurzen Beiträge drehte Schum teilweise an ungewöhnlichen Schauplätzen. In dem beeindruckende Panorama der Mojave-Wüste ließ er eine Kamera um eine Achse kreisen, während der Künstler Walter De Maria, zwischen zwei weißen Linien dem Horizont entgegen laufend, immer kleiner wurde. Zu Beginn der Sendung sahen die Zuschauer als Inszenierung eine im Studio nachgestellte Ausstellungseröffnung. Schum ließ keinen Zweifel daran aufkommen, dass es sich bei seinen gesendeten Beiträgen selbst um eigenständige künstlerische Hervorbringungen, um „Exponate“ handelte. Die Beiträge im Einzelnen:
- Richard Long, Walking A Straight 10 Miles Forward And Back Shooting Every Half Mile, Dartmoor, England, 20. Januar 1969, 16 mm-Film, Farbe, Ton, 6:03 Minuten
- Barry Flanagan, A Hole in the Sea, Scheveningen, Holland, Februar 1969, 16-mm-Film, Farbe (Vorspann und Nachspann s/w), Ton, 3:44 Minuten
- Dennis Oppenheim, Timetrack Following the Time, Border Between Canada and USA, Fort Kent, 17. März 1969, Kanada 14 Uhr / USA 15 Uhr, 16-mm-Film, Ton, 2:06 Minuten
- Robert Smithson, Fossil Quarry Mirror with Four Mirror Displacements, Cayuga Lake Region im Staat New York, März 1969, 16-mm-Film, s/w, Ton, 3:12 Minuten
- Marinus Boezem, Sand Fountain, Camargue, Frankreich, Januar 1969, 16-mm-Film, s/w, Ton, 4:11 Minuten
- Jan Dibbets, 12 Hours Tide Object with Correction of Perspective, Holländische Küste, Februar 1969, 16-mm-Film, Farbe (Vorspann und Nachspann), Ton, 7:32 Minuten
- Walter De Maria, Two Lines Three Circles on the Desert, Mojave Desert, Kalifornien, USA, März 1969, 16-mm-Film, s/w, Ton, 4:46 Minuten
- Michael Heizer, Coyote, Coyote Dry Lake, Kalifornien, USA, März 1969, 16 mm-Film, Farbe, Ton, 4:20 Minuten

Heizer zog seinen Beitrag nach der ersten Ausstrahlung zurück.

### Identifications
Filz-TV, 1970

Joseph Beuys

Externer Weblink !
- 16 mm, s/w, 11:25 Minuten, für Gerry Schum, „Identifications“

Die zweite Serie der Fernsehgalerie wurde vom Südwestfunk Baden-Baden (SWF) am 30. November 1970, 22.50 Uhr, für das Erste Deutsche Fernsehen ausgestrahlt. Die Sendung begann mit einer sechsminütigen, vom Blatt abgelesenen, Einführung von Schum. Fünf der Beiträge kamen aus Deutschland, einer aus Frankreich, je zwei aus England und den Niederlanden, sowie vier aus den Vereinigten Staaten. Der 50-minütige Film mit dem Titel „Identifications“ zeigte Aktionen von unter anderen Joseph Beuys, Gilbert & George, Mario Merz, Ulrich Rückriem, Reiner Ruthenbeck, Daniel Buren, Lawrence Weiner und Richard Serra. Die Feuilletonredakteurin Petra Kipphoff beschrieb diese zweite Fernsehgalerie in Die Zeit: „19 ‚Objekte‘ wurden vorgeführt, Mini-Filmchen von durchschnittlich zwei Minuten, auf denen zum Beispiel folgendes zu sehen war: Joseph Beuys, vor einem Fernsehgerät sitzend, bearbeitet seinen Kopf mit Boxhandschuhen, tastet dann den filzverklebten Fernseher mit einer Blutwurst ab, zerschnippelt dieselbe, rollt den Fernseher in die Ecke; Rainer Ruthenbeck ballt mit bösem Griff schwarzes Kohlepapier, haufenweise; Ger van Elk rasiert einem Kaktus sorgfältig die Stacheln ab; Klaus Rinke kippt eine Blechtonne mit Wasser um; und so weiter […].“ Kipphoff kam zu dem kritischen Schluss, dass die Hälfte der Zeit mit „belanglosen Witzlein“ gefüllt gewesen und ein weiterer Teil der Künstlerbeiträge in der „puren Pose“ hängengeblieben sei. Bereits Identifications war zum größten Teil von der Stadt Hannover im Rahmen der Veranstaltung „Experiment Straßenkunst Hannover“ finanziert worden. Für die Produktion seiner dritten Fernsehgalerie unter dem Titel Artscapes, zu der auch der Künstler Christo eingeladen werden sollte, traf Schum bei den Sendern auf keine Gegenliebe mehr.
Erst sieben Jahre später, 1977 anlässlich der documenta 6 in Kassel, auf der Film, Fotografie und Video als eigenständige Medien vertreten waren, startete das Deutsche Fernsehen einen vergleichbaren Versuch. Zusammen mit dem Ausstellungsmacher Wulf Herzogenrath, der für den Video-Bereich der documenta verantwortlich war, entwickelten Wibke von Bonin (WDR III) und Hansgeorg Dickmann (Hessischer Rundfunk) ein neunteiliges Konzept, bei dem von beiden Sendern nachts um 22.30 Uhr Filme von Video-Künstlern mit einer Länge von 30 bis 45 Minuten ausgestrahlt wurden.

## Videogalerie
Ab 1970 begann Schum, statt 16-mm-Filme, Videofilme zu produzieren. Hierzu erwarb Schum über die damalige Vertretung der Firma JVC – Bell&Howell – eine Videoanlage bestehend aus einem Mischpult, zwei Schwarzweißkameras, einem stationären und einem portablen Rekorder. Hiermit richtete er in seinem Wohnmobil ein Studio ein. Der Preis für die Anlage betrug etwa 100.000 DM, was damals dem Gegenwert eines durchschnittlichen Einfamilienhauses entsprochen hat. Schum stand dadurch unter enormem Druck, die Schulden, die er für die Videotechnik aufgenommen hatte, zurückzuzahlen. Das Problem daran war, dass Videogeräte in Privathaushalten damals so gut wie gar nicht vertreten waren und er deswegen aus den Kreisen der privaten Kunstsammler kaum Käufer für seine Videobänder fand. Der Galerist Konrad Fischer, der auf dem Kölner Kunstmarkt 1970 vertreten war, stellte ihm eine Koje zur Verfügung, in der er sein Videoprogramm vorführen konnte. Im Oktober 1971 eröffnete Schum in der Ratinger Straße 37 in Düsseldorf, zusammen mit Ursula Wevers eine Ladengalerie, die videogalerie schum, in der er Videoeditionen von Künstlern der internationalen Avantgarde produzierte und vertrieb. Es war weltweit die erste Galerie ihrer Art. „Schum verkauft die Video-Tapes zu Preisen zwischen 550 (Rinke) und 1800 Mark (Buren), die Auflage ist unlimitiert. Video-Tapes limitierter Auflage kosten zwischen 3000 (Ruthenbeck) und 9800 Mark (Beuys). Die Bänder sind mit den signierten Zertifikaten der Künstler ausgestattet,“ berichtete 1972 Die Zeit unter der Überschrift „Marktnotizen“. Schum war mit seiner Fernsehgalerie angetreten, Arbeiten der Filmkunst zu schaffen, die nur im Augenblick der Ausstrahlung existierten sollten. Mit seinem aus verkäuflichen Videofilmen bestehenden Werk „[…] ging er daran, es ebendort zu placieren, wo es nach Auffassung vieler Leute nichts zu suchen hatte: innerhalb einer von Marktgesetzen regulierten Kunstpraxis“.
Im Jahr 1972 schlug der Essener Museumsdirektor Paul Vogt vor, im Folkwang Museum ein Videostudio einzurichten, dessen Kurator Schum werden sollte.
1973 nahm sich der Künstler im Alter von 34 Jahren in seinem Wohnmobil am Rheinufer in Düsseldorf mit einer Überdosis Schlaftabletten das Leben.
Zwischen 2003 und 2005 zeigten verschiedene europäische Museen, darunter die Kunsthalle Düsseldorf, eine Retrospektive seines Werks. Seine Videoaufnahmen werden heute als herausragende Dokumente einer Avantgarde angesehen, die damals weitgehend unabgesichert war, heute aber als Klassiker der zeitgenössischen Kunst gelten. Seine Originalfilme und Videoarbeiten werden in den Sammlungen wichtiger Museen aufbewahrt.

## Ausstellungen (Auswahl)
- 1969 Prospect 69, Kunsthalle Düsseldorf; auch: Prospect 71, Kunsthalle Düsseldorf
- 1979 Stedelijk Museum, Amsterdam
- 1988 Martin-Gropius-Bau, Berlin, Stationen der Moderne
- 2003/04 Kunsthalle Düsseldorf, Fernsehgalerie Gerry Schum/videogalerie schum; Ausstellung anschließend:
- 2004 Casino Luxembourg; Museu Serralves, Porto; Musée d’art moderne de la Ville de Paris
- 2005 Norwich Gallery, Norwich School of Art and Design; Centro Andaluz de Arte Contemporáneo, Sevilla